# Fédération allemande de tennis

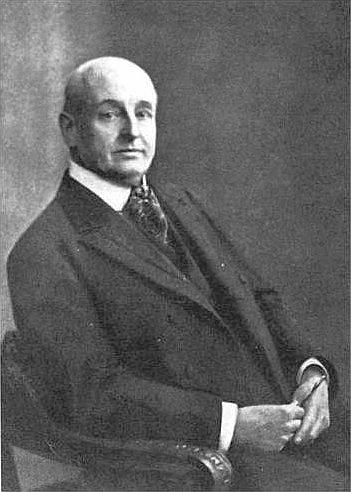
Carl August von der Meden, premier Président de la Fédération allemande de Tennis (1902 - 1911).

La Fédération allemande de tennis organise le tennis en Allemagne et met en place un système de classement et de compétition national. Elle est affiliée à la Fédération internationale de tennis.
Fondée en 1902, la Deutscher Tennis Bund (ou DTB) est l'une des plus anciennes fédérations sportives du monde. Elle est aussi l'une des plus grandes avec plus de 1 800 000 membres. Elle organise notamment le Tournoi de Hambourg, et les rencontres à domicile des équipes allemandes de Coupe Davis et de Fed Cup.

## Présidents
| - Carl August von der Meden 1902−1911 - Emil Bartels 1911−1925 - Gerhard Weber 1925−1934 - Wilhelm Schomburgk 1934−1937 - Erich Schönborn 1937−1945 - Richard Stephanus 1949−1951 - Max Stahl 1951−1952 - Franz Helmis 1958−1967 - Jost Henkel 1952−1958 - Fritz Kütemeyer 1967−1973 - Eduard H. Dörrenberg 1973−1975 - Walther Rosenthal 1975−1985 - Claus Stauder 1985−1999 - Karl Weber 1999 - Georg von Waldenfels 1999- |